# Patoka (Indiana)
Patoka es un pueblo ubicado en el condado de Gibson en el estado estadounidense de Indiana. En el Censo de 2010 tenía una población de 735 habitantes y una densidad poblacional de 248,93 personas por km².

## Geografía
Patoka se encuentra ubicado en las coordenadas 38°24′6″N 87°35′14″O / 38.40167, -87.58722. Según la Oficina del Censo de los Estados Unidos, Patoka tiene una superficie total de 2.95 km², de la cual 2.9 km² corresponden a tierra firme y (1.67%) 0.05 km² es agua.

## Demografía
Según el censo de 2010, había 735 personas residiendo en Patoka. La densidad de población era de 248,93 hab./km². De los 735 habitantes, Patoka estaba compuesto por el 95.78% blancos, el 1.09% eran afroamericanos, el 0.41% eran amerindios, el 0.27% eran asiáticos, el 0% eran isleños del Pacífico, el 0.41% eran de otras razas y el 2.04% pertenecían a dos o más razas. Del total de la población el 0.95% eran hispanos o latinos de cualquier raza.